# Nick Drake
Pour les articles homonymes, voir Drake et Nick Drake (homonymie).
Nick Drake est un auteur-compositeur-interprète et musicien britannique né le 19 juin 1948 à Rangoun, en Birmanie, et mort le 25 novembre 1974 à Tanworth-in-Arden, dans le Warwickshire.
Issu d'une famille de la classe moyenne supérieure, Drake commence à jouer de la musique à un jeune âge, d'abord du piano, puis de la clarinette, du saxophone et de la guitare, qui devient son instrument de prédilection à l'adolescence. Il signe un contrat avec la maison de disques Island Records en 1968, alors qu'il est encore étudiant à l'université de Cambridge. Il enregistre trois albums dans les années qui suivent, Five Leaves Left (1969), Bryter Layter (1970) et Pink Moon (1972). Leurs ventes sont médiocres, d'autant que Drake répugne à donner des interviews et à se produire en public. Souffrant de dépression et d'insomnie, il abandonne sa carrière musicale et retourne vivre chez ses parents. Le 25 novembre 1974, il meurt d'une overdose d'amitriptyline, un antidépresseur, à l'âge de 26 ans, sans que l'on sache s'il s'agit d'un suicide ou d'un accident.
La musique de Nick Drake commence à être découverte par le grand public dans les années 1980, lorsque des artistes comme Robert Smith des Cure ou Peter Buck de R.E.M. la citent comme une influence. Le groupe The Dream Academy lui dédie sa chanson Life in a Northern Town, qui se classe dans le Top-15 des ventes au Royaume-Uni et aux États-Unis en 1985. Devenu l'archétype du musicien romantique maudit, Drake fait l'objet d'une première biographie en 1997 et d'un documentaire télévisé l'année suivante. En 1999, sa chanson Pink Moon est utilisée dans une publicité de Volkswagen, ce qui donne un coup de fouet significatif aux ventes de ses albums. À la suite de cette popularisation de son œuvre, ses chansons apparaissent dans de nombreux films et connaissent des reprises par des artistes très divers.

## Biographie

### Enfance
Nicholas Rodney Drake naît le 19 juin 1948 à Rangoun, en Birmanie britannique, dans une famille de la classe moyenne supérieure. Son père Rodney (1908-1988) est arrivé en Birmanie dans les années 1930 pour rejoindre la Bombay Burmah Trading Corporation en tant qu'ingénieur. En 1934, il rencontre la fille d'un vétéran de l'Indian Civil Service, Mary Lloyd (1916-1993), surnommée « Molly » pour sa famille. Rodney la demande en mariage en 1936, mais ils doivent attendre un an l'accord de la famille de Molly. Les Drake rentrent au Royaume-Uni en 1951 et s'installent dans le domaine de Far Leys, près de Tanworth-in-Arden, dans le Warwickshire. Outre Nick, ils ont également une fille, de quatre ans son aînée, Gabrielle, née en 1944.
Rodney et Molly Drake sont tous deux mélomanes, qu'il s'agisse de musique classique ou populaire. Les chansons écrites par Molly au piano, qui font surface après sa mort, présentent des points communs avec la musique de son fils, notamment une voix fragile et un certain fatalisme,. Encouragé par sa mère, Nick apprend à jouer du piano très jeune et compose ses premières chansons. Il les enregistre sur un magnétophone à bandes conservé dans le salon familial.

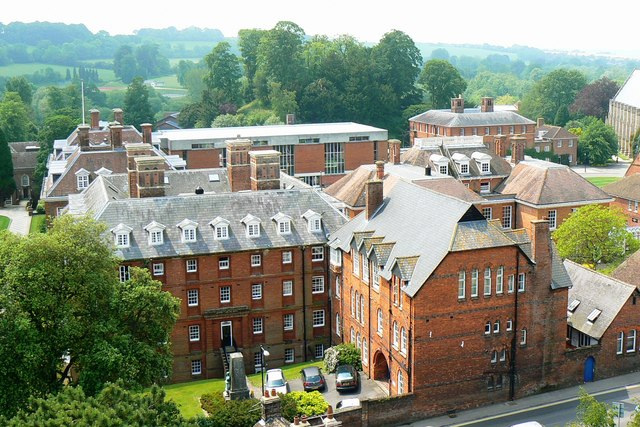
Nick Drake étudie au Marlborough College de 1962 à 1966.

En 1957, Nick Drake entre à l'internat d'Eagle House School (en), dans le Berkshire. Cinq ans plus tard, il entre au Marlborough College, où ont étudié son père, son grand-père et son arrière-grand-père avant lui. Il développe un intérêt pour le sport, notamment le sprint, et devient brièvement capitaine de l'équipe de rugby de l'école. Ses camarades de classe se souviennent de lui comme d'un élève confiant mais parfois distant. Son père Rodney se souvient : « Dans l'un de ses rapports, [le proviseur] disait que personne ne semblait bien le connaître. Toujours pareil avec Nick. Les gens ne le connaissaient pas vraiment ».
Drake joue du piano au sein de l'orchestre de l'école et apprend la clarinette et le saxophone. Avec quatre camarades, il monte un groupe, « The Perfumed Gardeners », en 1964 ou 1965. Ils reprennent des chansons de rhythm and blues et des standards du jazz, ainsi que des titres des Yardbirds ou de Manfred Mann ; Drake joue du piano, et à l'occasion chante ou joue du saxophone. Chris de Burgh fait brièvement partie du groupe avant d'être exclu par les autres membres, qui jugent ses goûts « trop pop ». Les résultats scolaires de Drake se détériorent : alors qu'il avait sauté une classe à Eagle House, il commence à négliger ses études en faveur de la musique. En 1963, il passe sept GCE (en) de niveau ordinaire, moins que ce à quoi s'attendaient ses professeurs, et il échoue en physique-chimie. En 1965, il achète pour 13 livres sa première guitare acoustique, une Levin (en), et apprend l'accord ouvert et le picking.

### Cambridge
En 1966, Nick Drake obtient une bourse pour étudier la littérature anglaise au Fitzwilliam College de l'université de Cambridge. Il retarde son inscription pour passer six mois à l'université d'Aix-Marseille à partir de février 1967. Il commence à pratiquer sérieusement la guitare à Aix-en-Provence et joue souvent en public dans le centre-ville avec des amis pour gagner de l'argent. Drake commence également à fumer du cannabis ; il se rend au Maroc au printemps parce que, d'après son compagnon de voyage Richard Charkin, « c'est là qu'on trouvait la meilleure herbe ». C'est probablement à Aix que Drake découvre le LSD, et les paroles qu'il écrit à cette époque (notamment celles de Clothes of Sand) suggèrent un intérêt pour les hallucinogènes.

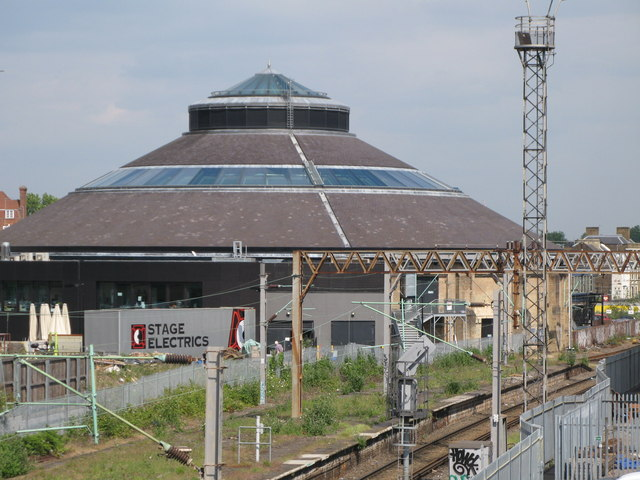
The Roundhouse en 2007.

À son retour en Angleterre, il emménage chez sa sœur Gabrielle à Hampstead avant d'entrer à Cambridge en octobre. Ses professeurs le considèrent comme un étudiant brillant mais dépourvu d'enthousiasme, voire paresseux. Il peine à nouer des liens avec ses condisciples ou le corps enseignant. Son biographe Trevor Dann note que ses photos officielles présentent un étudiant à l'air maussade et détaché. Cambridge attache une grande importance à ses équipes de rugby et de cricket, mais Drake ne s'intéresse plus du tout au sport : il préfère rester dans sa chambre à fumer du cannabis, écouter des disques et jouer de la guitare. Il s'intéresse aux scènes folk britannique et américaine et tombe sous l'influence de Bob Dylan, Josh White et Phil Ochs. Il commence à se produire dans les clubs locaux et les cafés londoniens. En février 1968, lors d'un concert avec Country Joe and the Fish au Roundhouse de Camden Town, il est remarqué par Ashley Hutchings, le bassiste du groupe de folk Fairport Convention. Hutchings se souvient avoir été impressionné par le talent de guitariste de Drake, mais surtout par son apparence : « Il avait l'air d'une vedette. Il avait l'air exceptionnel, on aurait dit qu'il mesurait 2 mètres 10 de haut. »
Hutchings présente Drake à Joe Boyd, un producteur américain de 25 ans propriétaire de Witchseason Productions, une filiale d'Island Records. Boyd, qui a découvert Fairport Convention et popularisé John Martyn et The Incredible String Band, possède une solide réputation dans le monde du folk britannique. Il noue rapidement une relation étroite avec Drake et devient son mentor. Après avoir écouté une démo de quatre titres enregistrée par Drake dans sa chambre universitaire, Boyd lui offre un contrat de management, de publication et de production et le pousse à travailler sur un premier album. Le chanteur avait d'ores et déjà décidé de ne pas terminer sa troisième année à Cambridge.

### Five Leaves Left
Nick Drake commence à enregistrer Five Leaves Left, son premier album, à la fin de l'année 1968, avec Joe Boyd comme producteur. Les séances se déroulent aux studios Sound Techniques de Londres ; le chanteur sèche les cours pour se rendre à la capitale en train. Inspiré par la production de Songs of Leonard Cohen, le premier album de Leonard Cohen, Boyd souhaite mettre en évidence la voix de Drake et inclure des instruments à cordes. Il recrute des musiciens de studio dans la scène folk londonienne, parmi lesquels Richard Thompson (guitariste de Fairport Convention) et Danny Thompson (contrebassiste de Pentangle). Il embauche John Wood (en) comme ingénieur du son, et choisit Richard A. Hewson pour les arrangements des instruments à cordes.
Les premières séances sont irrégulières en raison de l'emploi du temps des différents musiciens et du studio, où Fairport Convention enregistre au même moment son album Unhalfbricking. Le chanteur et le producteur ne sont pas d'accord sur la direction que doit prendre le disque : Boyd préconise l'approche de George Martin selon laquelle le studio doit être un instrument à part entière, tandis que Drake préfère un son plus organique. Dann observe que Drake paraît « tendu et anxieux » sur les enregistrements pirates de ces séances, tandis que Boyd doit s'y reprendre à plusieurs fois pour obtenir un accompagnement satisfaisant. Les deux hommes s'accordent cependant sur un point : les arrangements de Hewson sont trop banals et ne conviennent pas. Drake propose de faire appel à son ami de Cambridge Robert Kirby (en), qui lui a déjà proposé des arrangements pour ses chansons. L'idée d'embaucher un étudiant en musique sans expérience ne séduit guère Boyd, mais l'assurance inhabituelle dont fait preuve Drake à cet égard l'impressionne et il accepte un essai sur Way to Blue. La musique de chambre élaborée par Kirby pour accompagner les chansons de Drake devient partie intégrante du son de l'album final. Cependant, il n'ose pas s'occuper de la pièce maîtresse de l'album, River Man, avec sa mesure inhabituelle en 5/4. Boyd se voit contraint d'allonger le budget de Witchseason pour embaucher Harry Robinson, un arrangeur expérimenté qui reçoit pour consigne de s'inspirer de Frederick Delius.
Five Leaves Left sort le 3 juillet 1969, avec plusieurs mois de retard dus à des problèmes de postproduction. Les démarches promotionnelles sont limitées, les critiques dans la presse musicale rares et peu enthousiastes. En juillet, Melody Maker le décrit comme « poétique » et « intéressant » ; en octobre, NME trouve qu'il manque de variété. Les stations de radio ne le diffusent quasiment pas, hormis John Peel sur la BBC. Drake est mécontent de la pochette intérieure, qui présente les chansons dans le mauvais ordre, avec des paroles qui ne figurent plus dans les versions enregistrées. Sa déception est palpable dans le témoignage de sa sœur Gabrielle : « Il était très discret. Je savais qu'il faisait un album, mais je n'ai su où il en était que lorsqu'il est entré dans ma chambre et qu'il l'a jeté sur mon lit en disant « Le voilà. », et puis il est reparti aussitôt ! »

### Bryter Layter
Nick Drake met un terme à ses études à Cambridge neuf mois avant les examens et part à Londres à l'automne 1969 pour se concentrer sur sa carrière musicale. Son père se souvient lui avoir écrit dans l'espoir de le faire changer d'avis, en vain. Le jeune homme passe ses premiers mois dans la capitale sans domicile fixe, dormant parfois dans l'appartement de sa sœur à Kensington, mais le plus souvent chez des amis, parfois à même le sol. Afin d'apporter un peu de stabilité (et un téléphone) dans la vie de Drake, Joe Boyd lui loue une chambre à Belsize Park, dans le borough de Camden.
En août, Drake enregistre seul trois chansons pour l'émission de John Peel sur Radio 1. Deux mois plus tard, il joue en première partie de Fairport Convention au Royal Festival Hall de Londres, puis fait des apparitions dans des clubs folk de Birmingham et Hull. Ces concerts sont difficiles pour le jeune homme, qui n'interagit pas avec le public et passe de longs moments à accorder sa guitare entre les chansons. Il décide rapidement d'abandonner toute idée de performance en public.
Même si Five Leaves Left n'a pas suscité un grand intérêt, Boyd souhaite poursuivre sur cet élan. Le deuxième album de Nick Drake, Bryter Layter, toujours produit par Boyd avec Wood comme ingénieur du son, propose un son plus enjoué et jazzy. Déçu par les faibles ventes de Five Leaves Left, Drake cherche à s'éloigner de son image pastorale, et accepte la suggestion de son producteur d'inclure basse et batterie sur ses chansons. Des musiciens de Fairport Convention participent encore à l'enregistrement, ainsi que John Cale sur les titres Northern Sky et Fly. Boyd et Wood sont persuadés que l'album sera un succès commercial, mais il se vend à moins de trois mille exemplaires. Une nouvelle fois, les critiques sont mitigées : l'hebdomadaire britannique Record Mirror loue le « magnifique guitariste » qu'est Drake, « net et avec un sens parfait du timing, accompagné d'arrangements doux et élégants », alors que Melody Maker décrit l'album comme « un mélange maladroit de folk et de jazz cocktail ».
Peu après la sortie de Bryter Layter, Boyd vend Witchseason à Island Records pour travailler à Los Angeles sur des bandes originales de films de la Warner. La perte de son mentor et l'échec commercial de Bryter Layter aggravent la morosité de Drake. Sa vie solitaire lui pèse et il semble nerveux et mal à l'aise pendant les quelques concerts qu'il donne au début de l'année 1970. L'une de ses dernières apparitions sur scène a lieu en juin au collège technique d'Ewell, à Londres. Le musicien Ralph McTell, présent ce soir-là, se rappelle que « Nick était monosyllabique. Il était particulièrement timide lors de ce concert-là. Il a fait la première partie, et quelque chose d'horrible a dû se produire. Il jouait sa chanson Fruit Tree, et il est parti en plein milieu. Il a quitté la scène, juste comme ça ». Sa frustration tourne à la dépression, et en 1971, sa famille le convainc d'aller voir un psychiatre au St Thomas' Hospital de Londres. Embarrassé de se voir prescrire des antidépresseurs, il tente de le cacher à ses amis. Il s'inquiète des possibles interactions entre ces médicaments et sa consommation habituelle de cannabis.
Island Records désire que Drake participe à la promotion de Bryter Layter avec des entretiens dans la presse, des passages à la radio et des concerts. Drake, qui consomme alors ce que Kirby décrit comme des « quantités incroyables » de cannabis et présentant « les premiers signes d'une psychose », refuse. À l'hiver 1970, il s'est totalement isolé à Londres : déçu par l'échec de son deuxième album, il se renferme sur lui-même, s'éloigne de sa famille et de ses amis et quitte rarement son appartement, hormis pour donner un concert occasionnel ou se ravitailler en drogue. « C'était une très mauvaise période, se souvient sa sœur Gabrielle. Il m'a dit une fois que tout avait commencé à aller mal à partir de ce moment-là, et je crois que c'est là que les choses ont mal tourné. »

### Pink Moon

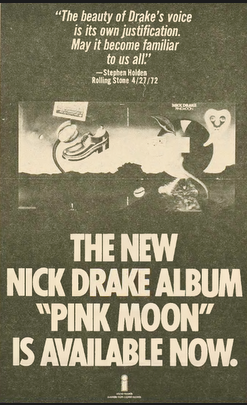
Une publicité pleine page pour Pink Moon comportant une citation élogieuse de Stephen Holden.

Alors qu'Island n'attend plus rien de lui, Drake rentre en contact avec John Wood en octobre 1971 pour commencer à travailler sur ce qui sera son dernier album. Les séances d'enregistrement se déroulent sur deux nuits, avec Drake et son ingénieur du son seuls dans le studio. Les chansons de Pink Moon sont brèves et sombres : l'album comprend onze titres pour une durée de 28 minutes, « juste ce qu'il faut » selon Wood. « On ne voudrait vraiment pas que ça dure plus longtemps ». Insatisfait du son de Bryter Layter, qu'il trouve trop élaboré, il apparaît sans accompagnement sur Pink Moon, hormis une brève intervention au piano sur la chanson-titre. « Il était bien décidé à faire ce disque très dépouillé, nu, se souvient Wood. Il voulait définitivement qu'il lui ressemble plus que tout autre chose. Et je crois que d'une certaine façon, Pink Moon ressemble plus à Nick que les deux autres disques ».
Contrairement à la légende qui veut que Drake ait déposé les bandes de Pink Moon sur le bureau d'un réceptionniste au siège d'Island Records sans dire un mot à personne, il les remet en réalité à Chris Blackwell, le fondateur de la maison de disques. Blackwell pense que l'album pourrait faire découvrir Drake au grand public, mais le manque de bonne volonté de l'artiste à l'égard de toute activité promotionnelle complique les choses. Muff Winwood, responsable du département A&R d'Island, se souvient s'être « arraché les cheveux » de frustration, et admet que sans l'enthousiasme de Blackwell, « on lui aurait plutôt botté les fesses ». À la demande de Joe Boyd, Drake accepte un entretien avec le journaliste de Sounds Jerry Gilbert. Son unique interview jamais publiée apparaît ainsi dans le numéro du 13 mars 1971 du magazine. Le chanteur ne fait guère qu'y évoquer son dégoût des concerts. D'après Gilbert, « il n'y avait aucun lien d'aucune sorte. Je ne crois pas que nos regards se sont croisés une seule fois. »
En fin de compte, Pink Moon se vend encore moins bien que ses deux prédécesseurs, malgré quelques bonnes critiques. Dans le magazine ZigZag, Connor McKnight écrit : « Nick Drake ne fait jamais semblant. L'album ne fait aucune concession à la théorie selon laquelle la musique devrait servir à s'évader. Il s'agit seulement de la vision de la vie qu'a un musicien à un moment donné, et on ne peut pas en demander davantage. » Démoralisé et convaincu qu'il ne pourra plus jamais écrire, Drake décide d'abandonner la musique. Il envisage vaguement de changer de carrière, par exemple en s'engageant dans l'armée.

### Dernières années
Dans les mois qui suivent la sortie de Pink Moon, Drake devient de plus en plus asocial, s'éloignant de ses proches. Il retourne vivre chez ses parents, à Far Leys. Si ce retour en arrière lui déplaît, il admet que sa maladie le rend nécessaire. « C'est désagréable à la maison, dit-il à sa mère, mais partout ailleurs c'est impossible à supporter. » Son retour est souvent difficile pour sa famille : comme l'explique sa sœur Gabrielle, « les bons jours chez mes parents étaient les bons jours de Nick, et les mauvais jours étaient les mauvais jours de Nick. Et c'était le centre de leur existence, vraiment. »
Il mène une vie frugale, sa seule source de revenus étant un acompte hebdomadaire de 20 £ envoyé par Island Records. À un moment, il est tellement pauvre qu'il ne peut se permettre l'achat d'une nouvelle paire de chaussures. Il lui arrive souvent de disparaître pendant des journées entières avant d'arriver impromptu chez des amis, muet et renfermé. Robert Kirby a décrit une visite typique de Drake : « Il arrivait sans mot dire, s'asseyait, écoutait de la musique, fumait, buvait, dormait, et deux ou trois jours plus tard il n'était plus là, il était parti. Et trois mois plus tard, il revenait ». Il lui arrive d'emprunter la voiture de sa mère et de rouler pendant des heures, sans but, jusqu'à ce qu'il n'ait plus d'essence et doive appeler ses parents pour qu'ils viennent le chercher. Ses amis se rappellent à quel point son apparence a changé à cette époque. Lorsque sa maladie se fait particulièrement forte, il refuse de se laver les cheveux ou de se couper les ongles. Début 1972, Drake, victime d'une dépression nerveuse, est hospitalisé pendant cinq semaines.
En février 1974, Drake reprend contact avec John Wood, affirmant qu'il est prêt à travailler sur un quatrième album. Joe Boyd, qui se trouve alors en Angleterre, accepte d'assister à l'enregistrement. La première séance est suivie d'autres en juillet. Dans son autobiographie, le producteur se souvient avoir été interloqué par la colère et l'amertume de Drake : « [Il disait que] je lui avais dit qu'il était un génie, et que d'autres avaient renchéri. Pourquoi n'était-il pas célèbre et riche ? Cette rage devait avoir couvé sous ces dehors inexpressifs pendant des années. » Boyd et Wood remarquent une détérioration notable du talent de Drake, qui n'est plus capable de chanter et jouer de la guitare en même temps. Seules cinq chansons sont enregistrées, qui ne paraissent qu'après la mort de l'artiste.
À l'automne 1974, Island ne verse plus d'argent à Drake, et sa maladie l'a coupé de tout le monde à l'exception de quelques amis proches. Il s'efforce de rester en contact avec Sophia Ryde, qu'il a rencontrée pour la première fois à Londres en 1968. Les biographes de Drake décrivent Ryde comme « la plus proche » d'avoir été sa petite amie, mais elle préfère parler de « meilleure amie ». Elle révèle en 2006 lui avoir demandé une pause dans leur relation une semaine avant sa mort.

### Mort

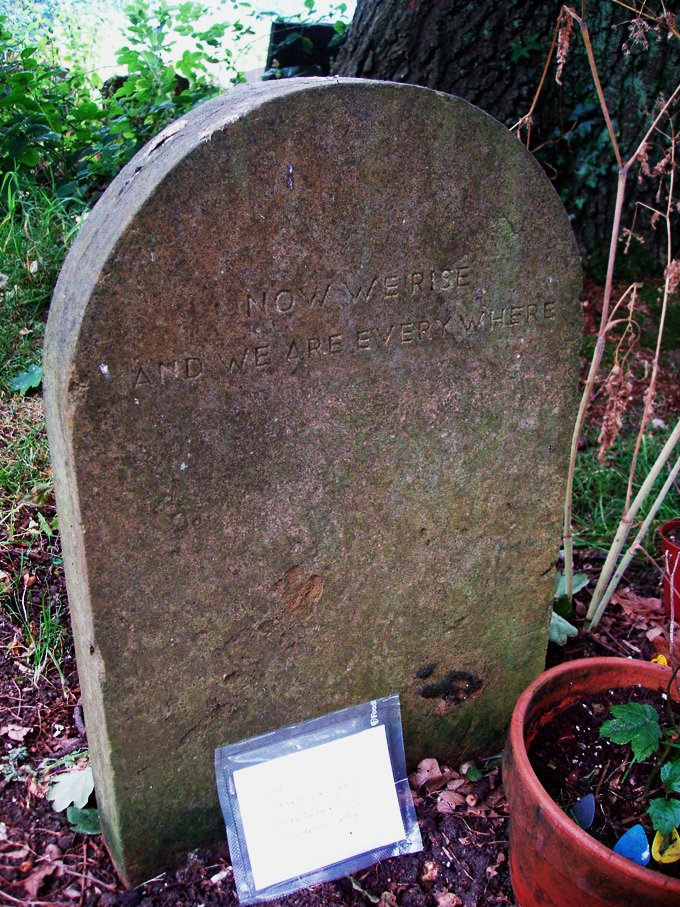
La pierre tombale de Nick Drake porte l'épitaphe Now we rise and we are everywhere, un extrait des paroles de From the Morning, la dernière chanson de son dernier album.

Nick Drake meurt dans la nuit du 24 au 25 novembre 1974 à Far Leys d'une surdose d'amitriptyline, un antidépresseur. Ce jour-là, il se couche tôt après avoir rendu visite à un ami dans l'après-midi. Sa mère affirme qu'il s'est rendu dans la cuisine vers l'aube, probablement pour manger un bol de céréales, avant de retourner dans sa chambre un peu plus tard et prendre quelques pilules « pour l'aider à dormir ». Sa mère le découvre dans son lit vers midi le lendemain. Il ne laisse aucune lettre d'adieu, mais une lettre adressée à Sophia Ryde est trouvée près de son lit.
L'enquête détermine que la cause du décès est un « empoisonnement à l'amitriptyline – auto-administré dans le cadre d'une maladie dépressive » et conclut à un suicide. Certains membres de sa famille en doutent, mais de l'avis général, Drake avait déjà lâché prise, que sa mort soit accidentelle ou non. Son père a qualifié ce décès d'inattendu et d'extraordinaire, mais dans une interview en 1979, il admet avoir « toujours [été] inquiet à cause de la dépression de Nick. Nous cachions l'aspirine et les cachets et ce genre de choses ». Joe Boyd préfère croire qu'il s'agit d'un accident, tandis que sa sœur Gabrielle préfère croire qu'il s'est suicidé.
Le 2 décembre 1974, après une messe à l'église de Sainte-Marie-Madeleine de Tanworth-in-Arden, le corps de Drake est incinéré au crématorium de Solihull. Ses cendres sont enterrées sous un chêne dans le cimetière de l'église. Une cinquantaine de personnes assistent aux funérailles, parmi lesquelles des amis de Marlborough, Aix, Cambridge, Londres, Witchseason et Tanworth. Brian Wells remarque par la suite que beaucoup d'entre eux se sont rencontrés pour la première fois ce matin-là, le chanteur ayant eu tendance à compartimenter sa vie. Molly Drake se souvient que « beaucoup de ses jeunes amis sont venus et il y en avait beaucoup que nous n'avions jamais rencontrés ».

## Postérité
La mort de Drake n'est pas immédiatement suivie de nécrologies, de documentaires ou de compilations. Il reste méconnu durant le reste des années 1970, même si son nom apparaît ponctuellement dans la presse musicale. Néanmoins, les parents de Drake reçoivent de plus en plus d'admirateurs de leur fils à Far Leys. Après un article de Nick Kent paru dans NME en 1975, Island Records précise que la réédition de ses albums n'est pas à l'ordre du jour. En 1979, Rob Partridge devient attaché de presse chez Island Records. Admirateur de Drake, qu'il a vu sur scène en 1969, il pousse à la parution d'un coffret rétrospectif baptisé Fruit Tree, qui inclut les quatre titres enregistrés avec John Wood en 1974 et une biographie détaillée rédigée par le journaliste américain Arthur Lubow (en). Le succès commercial n'est encore une fois pas au rendez-vous.
Au milieu des années 1980, des musiciens comme Peter Buck de R.E.M. ou Robert Smith de The Cure citent Drake comme une de leurs influences. Smith indique que le nom de son groupe provient d'un vers de la chanson de Drake Time Has Told Me (« a troubled cure for a troubled mind », « un remède troublé pour un esprit troublé »). Drake acquiert une notoriété accrue en 1985 avec la sortie du single de The Dream Academy Life in a Northern Town (en), qui lui est dédié. Sa réputation ne cesse de croître, et à la fin des années 1980, son nom apparaît fréquemment dans les journaux et magazines musicaux britanniques.
À partir des années 1998, Brad Mehldau avec son trio jazz The Art of the Trio et en piano solo, donne une nouvelle visibilité au répertoire de Drake avec River Man (1998), Things Behind The Sun (2004) et Day is Done (2005). Day Is Done est également repris en 2001 par Norah Jones qui en fera l'un de ses plus célèbres succès international.
Début 1999, BBC2 diffuse un documentaire de 40 minutes, A Stranger Among Us: In Search of Nick Drake, dans le cadre de sa série Picture This. L'année suivante, le réalisateur néerlandais Jeroen Berkvens réalise un documentaire intitulé A Skin Too Few: The Days of Nick Drake, dans lequel figurent des entretiens avec Joe Boyd, Gabrielle Drake, John Wood et Robert Kirby. En 1999, sa musique connaît un regain d'intérêt massif lorsque Volkswagen utilise la chanson Pink Moon pour une publicité diffusée à la télévision et sur Internet. En 2004, trente ans après sa mort, Drake entre pour la première fois au hit-parade avec deux singles (Magic et River Man) sortis pour promouvoir la compilation Made to Love Magic. À partir des années 2000, ses chansons apparaissent dans les bandes originales de films comme La Famille Tenenbaum, Un amour à New York ou Garden State.

## Style musical
Obsédé par la pratique de la guitare, Nick Drake reste souvent éveillé tard la nuit pour essayer des accords inhabituels et travailler ses chansons. Sa mère se rappelle l'avoir entendu travailler à toute heure. « Je crois qu'il écrivait ses plus belles mélodies au point du jour ». Guitariste autodidacte, Drake possède un style caractérisé par l'utilisation des clusters. Ces accords sont généralement difficiles à réaliser avec une guitare, mais il contourne la difficulté en utilisant des accordages différents (accord ouvert), qui permettent de jouer des clusters en utilisant des accords simples. Dans beaucoup de ses chansons, ses mélodies vocales accentuent l'effet dissonant de ces accordages peu orthodoxes.
De ses études de littérature anglaise à Cambridge, Drake conserve un intérêt profond pour les œuvres de William Blake, William Butler Yeats et Henry Vaughan. Ses textes ne présentent toutefois pas les métaphores et l'imagerie typiques de ces influences. Drake utilise plutôt des codes et symboles élémentaires, tirés en majeure partie de la nature. La lune, les étoiles, la mer, la pluie, les arbres, le ciel, la brume et les saisons apparaissent souvent dans ses paroles, ce qui reflète l'influence de son enfance rurale. Ses premiers textes présentent des images tournant essentiellement autour de l'été, mais à partir de Bryter Layter, son langage devient plus automnal, une saison communément associée à la perte et au chagrin. Drake écrit toujours avec détachement, se plaçant en observateur plutôt qu'en acteur, « comme s'il contemplait sa vie depuis une distance incommensurable et infranchissable ».
Cette incapacité apparente à se lier a entraîné de nombreuses spéculations sur la sexualité de Drake. Joe Boyd, qui perçoit une qualité virginale dans ses paroles et sa musique, affirme n'avoir jamais vu ou entendu le chanteur agir d'une façon sexuée avec quiconque, homme ou femme. Robert Kirby décrit les paroles de Drake comme « une série d'observations très vives et complètes, comme une série de proverbes épigrammatiques », même s'il doute que Drake se soit jamais considéré comme un poète. D'après lui, ses paroles visaient à « compléter et renforcer une ambiance dictée en premier lieu par la mélodie ».

## Discographie

### Albums
- 1969 : Five Leaves Left
- 1970 : Bryter Layter
- 1972 : Pink Moon

### Compilations
- 1971 : Nick Drake (uniquement parue aux États-Unis, reprend Five Leaves Left et Bryter Layter)
- 1979 : Fruit Tree (coffret 3 disques, réédité en 1986 avec un quatrième disque, puis en 2007 avec le DVD du documentaire A Skin Too Few)
- 1985 : Heaven in a Wild Flower: An Exploration of Nick Drake
- 1986 : Time of No Reply (quatrième disque du coffret Fruit Tree)
- 1994 : Way to Blue: An Introduction to Nick Drake
- 2004 : Made to Love Magic
- 2004 : A Treasury
- 2007 : Family Tree (avec deux titres de Molly Drake et un chanté par Gabrielle Drake)
- 2013 : Tuck Box

### Singles
- 2004 : Magic (en)
- 2004 : River Man (en)

### Filmographie
- (en) A Stranger Among Us: Searching for Nick Drake de Tim  Clements, 1999.
- (en) A Skin Too Few: The Days of Nick Drake de Jeroen  Berkvens, 2000.